# 三国桥
三国桥（德語：Dreiländerbrücke）是一座跨越莱茵河的拱桥，连接法国的于南格和德国和莱茵河畔魏尔。桥总长度为248米，是世界上最长专为行人和骑自行车者设计的单跨桥梁。
桥的名字源自其位置处于法国、德国和瑞士边界处（桥距离瑞士约200米）。设计师为奥地利设计师迪特马尔·法伊希汀格尔。

## 结构
此桥建设共用了1012吨钢材、1798立方米混凝土、30厘米和60厘米两种直径的钢缆总计805米。
这座桥在于南格附近组装，于2006年11月26日运到如今在莱茵河畔的位置。该桥于2007年3月30日开始向公众开放，并于2007年6月30日夜晚正式揭幕。
大桥于2008年获得了德国大桥设计奖和国际桥梁大会颁发的亚瑟·海顿奖。